# 香港華人基督教聯會

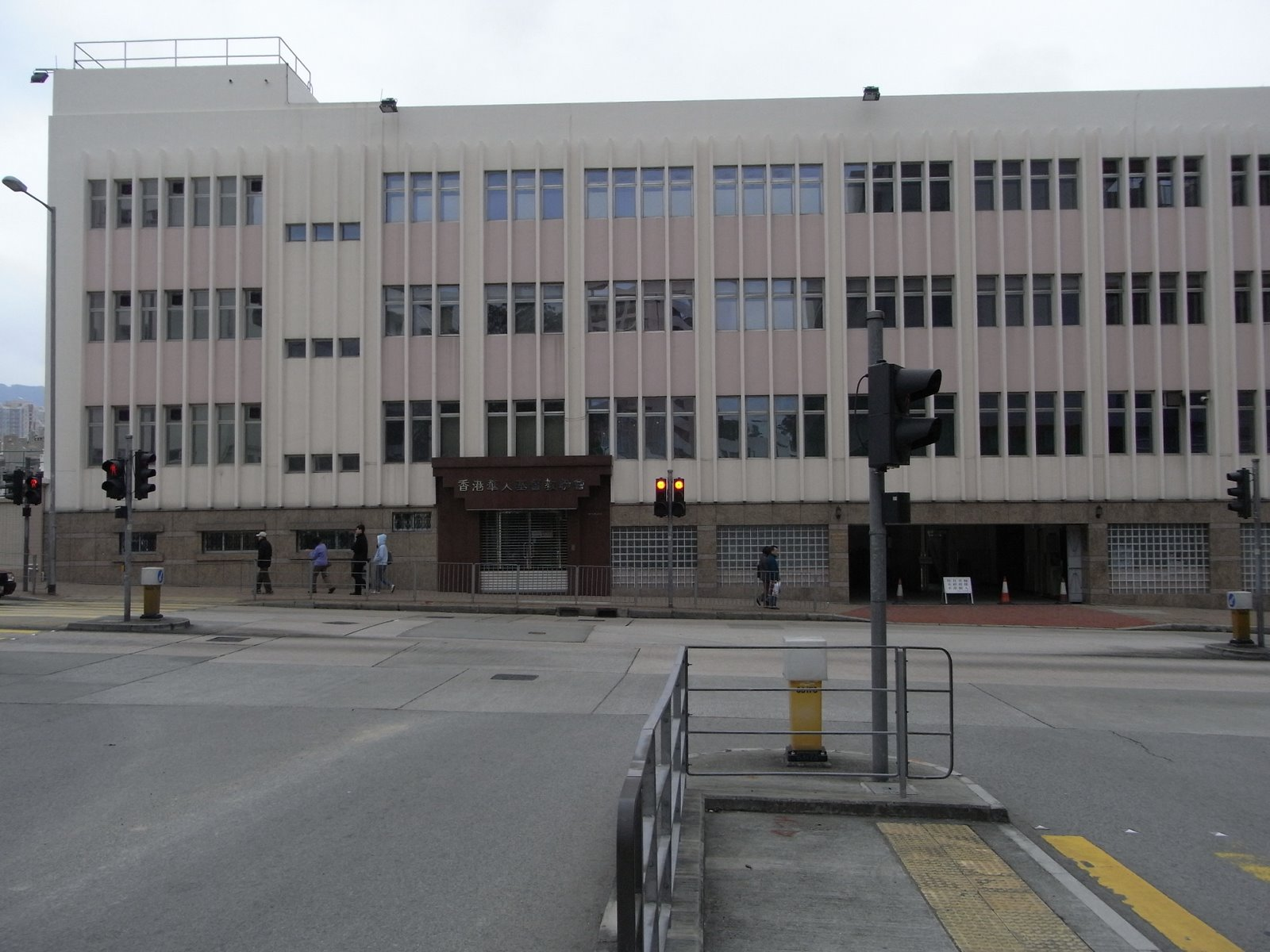
聯合道的大樓

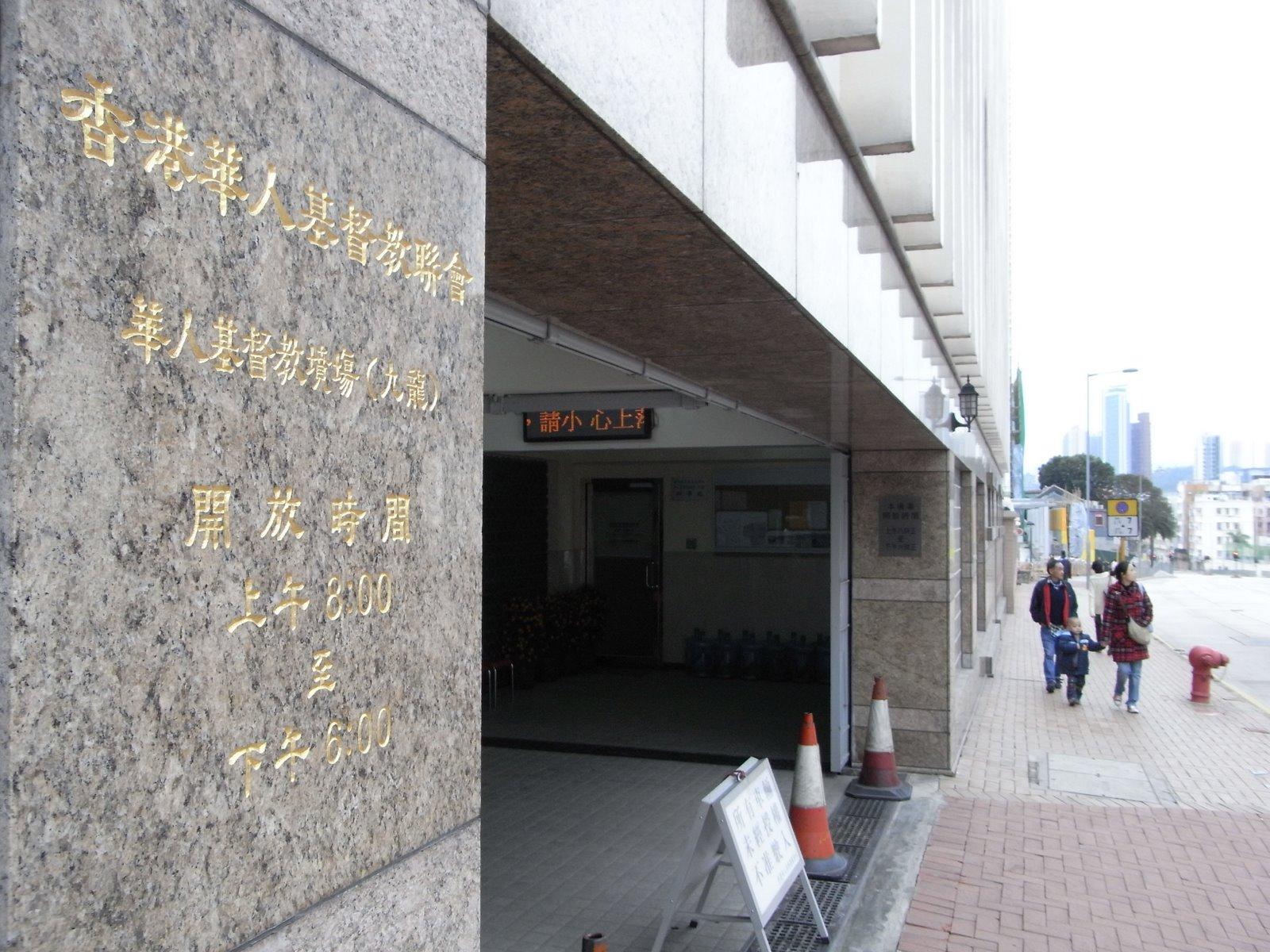
大樓的出入口

22°20′03″N 114°11′15″E / 22.33410°N 114.18754°E
香港華人基督教聯會（英語：The Hong Kong Chinese Christian Churches Union，簡稱HKCCCU），於1915年成立，是香港一個以基督教華人教會堂會為會員基礎的跨宗派聯合組織。

## 概況
1915年，倫敦會、公理會、聖公會、循道會、崇真會、浸信會和禮賢會七大基督教宗派等教會提議成立。 目前聯會的會員堂來自不同宗派和獨立教會多達三百多間；信徒總數高達二十多萬人。 各會員堂不分宗派和大小，享有平等權利和義務。 除會章所訂下的規範外，聯會不干預會員堂的內部行政。 聯會於1964年8月30日創辦《基督教週報》，全面推展文字傳播福音的工作。
香港華人基督教聯會和香港基督教協進會是香港規模最龐大、最具代表性的基督教的聯合組織。

## 宗旨
香港華人基督教聯會會章的宗旨如下：
- 傳揚福音
- 聯絡香港華人基督教教會
- 增進教友之互助精神
- 辦理教會之共同事工，如文字，醫藥，教育及其他慈善福利事工
- 管理墳場、非牟利老人院、學校、營地、診所、醫院、醫療事工及其他事工[1]

## 執行董事會主席
- 胡明添牧師（2018.06.01 至 2019.05.31）

## 會員
以下為香港華人基督教聯會的381間會員堂（包括：基本會員堂348間，附屬會員堂33間）：
- 香港聖公會（共26間堂）
- 中華基督教會香港區會（共28間堂）
- 香港浸信會聯會（共78間堂）
- 香港基督教循道衞理聯合教會（共13間堂）
- 基督教香港信義會（共25間堂）
- 港澳信義會（共3間堂）
- 基督教香港崇真會（共6間堂）
- 中華基督教禮賢會香港區會（共8間堂）
- 香港路德會（共12間堂）
- 中國基督教播道會總會（共19間堂）
- 香港九龍塘基督教中華宣道會（共4間堂）
- 基督教宣道會（共21間堂）
- 港九五旬節會（共2間堂）
- 基督教潮人生命堂聯會（共9間堂）
- 基督教中國佈道會（共5間堂）
- 國際四方福音會香港教區（共3間堂）
- 香港宣教會（共4間堂）
- 中華傳道會（共5間堂）
- 香港基督教協基會（共6間堂）
- 中華完備救恩會（共3間堂）
- 基督教會活石堂（共2間堂）
- 香港循理會（共3間堂）
- 五旬節聖潔會（共2間堂）
- 東方基督教會（共3間堂）
- 基督教佈道中心（共2間堂）
- 中國基督徒會堂（共2間堂）
- 靈光堂（共2間堂）
- 神召事工（共9間堂）
- 其他獨立堂會（共58間堂）

## 外部連結
- 香港華人基督教聯會（官方網站） （页面存档备份，存于）
- 香港華人基督教聯會歷史文獻 （页面存档备份，存于）
- 香港華人基督教聯會 (Hong Kong Chinese Christian Churches Union) （页面存档备份，存于） 香港浸會大學圖書館. 華人基督宗教文獻保存計劃